# Daszyna (przystanek kolejowy)
Daszyna – nieczynny wąskotorowy przystanek osobowy w Daszynie, w gminie Daszyna, w powiecie łęczyckim, w województwie łódzkim, w Polsce. Został otwarty w 1910 razem z linią kolejową z Krośniewic do Koryt.